# Deraeocoris trifasciatus
Deraeocoris trifasciatus är en insektsart som först beskrevs av Carl von Linné 1767.  Deraeocoris trifasciatus ingår i släktet Deraeocoris, och familjen ängsskinnbaggar. Enligt den svenska rödlistan är arten sårbar i Sverige. Arten förekommer i Svealand. Artens livsmiljö är jordbrukslandskap, stadsmiljö.